# Anna Lafourte
Anna Lafourte z d. Plichta (ur. 10 lutego 1992 w Wadowicach) – polska kolarka szosowa, mistrzyni Polski w jeździe indywidualnej na czas (2019, 2020).

## Kariera sportowa
Jest wychowanką UKS Sokół Kęty, w latach 2014–2015 występowała w barwach TKK Pacific Toruń, w 2016 była zawodniczką BTC City Lublana, w 2017 WM3 Pro Cycling, w 2018 Boels–Dolmans, od 2019 Trek–Segafredo.
W 2014 i 2015 zdobyła srebrny medal na górskich mistrzostwach Polski, w 2016 została wicemistrzynią Polski w wyścigu szosowym ze startu wspólnego, w 2019 oraz 2020 została mistrzynią Polski w jeździe indywidualnej na czas.
Reprezentowała Polskę na mistrzostwach świata w 2014 (nie ukończyła wyścigu ze startu wspólnego), 2015 (w wyścigu ze startu wspólnego zajęła 52. miejsce) i w 2016 (7. miejsce w jeździe drużynowej na czas).